# Allín
Allín (Allin in basco) è un comune spagnolo di 872 abitanti situato nella comunità autonoma della Navarra.